# UNSER
『UNSER』（アンサー）は、UVERworldの10枚目のオリジナルアルバム。2019年12月4日にgr8!recordsから発売された。

## 背景とリリース
前作『TYCOON』からおよそ2年4ヶ月ぶりとなるアルバム。タイトルは、TAKUYA∞曰く「ドイツ語のUNSER（＝俺たちの）と英語のANSWER（＝答え）で『俺たちの答え』という意味を込めて付けた」とのこと。
本作では「ALL ALONE」や「EDENへ」など、音源では決して盛り上がらないがライブでは盛り上がる曲ということを狙った。
今回は妥協したくないというTAKUYA∞の思いから納期を2週間延ばしている。
これまでにない試みとして、ロサンゼルスのエンジニアと製作するためTAKUYA∞・彰・克哉・誠果は3回ロスに赴いた。
信人はROCKIN'ON JAPANのインタビューにて「ここまでちゃんとハンドメイドで落とし込めている日本のバンドはなかなか居ない。今、疑問を持たれても「先行ってるからだ」って思う」と語っている。彰は「自分の気持ちが追いつくのがちょっと遅れていて必死でついていくのが大変だった。壁を乗り越えられたアルバム」と語っている。
TAKUYA∞は、前作『TYCOON』でUVERworldのシーズン1はひとまず完結としている。
オリコンランキングのアルバム部門において初の週間1位を獲得。しかし、CD以外のネット配信など音楽産業の多様化もあり、オリコンCDランキング・合算チャ－トともにデビューアルバムに次いで低い初動に終わった。
初回生産限定盤 type-A/Bと通常盤の3形態でリリース。初回生産限定盤には2019年6月6日の沖縄公演を収録したBlu-rayまたはDVDの他、写真集が付属する。
| 形態                  | 規格       | 規格品番     |
| --------------------- | ---------- | ------------ |
| 初回生産限定盤 type-A | CD+Blu-ray | SRCL-11325~6 |
| 初回生産限定盤 type-B | CD+DVD     | SRCL-11327~8 |
| 通常盤                | CD         | SRCL-11329   |

## 収録内容

### 初回生産限定盤・通常盤
| #         | タイトル             | 作詞                                      | 作曲                                               | 編曲                             | 時間  |
| --------- | -------------------- | ----------------------------------------- | -------------------------------------------------- | -------------------------------- | ----- |
| 1.        | 「Making it Drive」  | TAKUYA∞                                   | Chris Wallace / Drew Ryan Scott / UVERworld        | UVERworld                        | 4:22  |
| 2.        | 「AFTER LIFE」       | TAKUYA∞                                   | TAKUYA∞                                            | UVERworld & 平出悟               | 5:22  |
| 3.        | 「Touch off」        | TAKUYA∞                                   | UVERworld                                          | UVERworld & 平出悟               | 4:17  |
| 4.        | 「境界」             | TAKUYA∞                                   | TAKUYA∞                                            | UVERworld & 平出悟               | 2:48  |
| 5.        | 「stay on」          | TAKUYA∞                                   | TAKUYA∞                                            | UVERworld & 平出悟               | 4:00  |
| 6.        | 「First Sight」      | TAKUYA∞                                   | 克哉 / TAKUYA∞                                     | UVERworld & 平出悟               | 3:22  |
| 7.        | 「ODD FUTURE」       | TAKUYA∞                                   | 克哉 / TAKUYA∞                                     | UVERworld & 平出悟               | 3:45  |
| 8.        | 「無意味になる夜」   | TAKUYA∞                                   | TAKUYA∞                                            | UVERworld & 平出悟               | 3:40  |
| 9.        | 「EDENへ」           | TAKUYA∞ / Chris Wallace / Drew Ryan Scott | TAKUYA∞ / Chris Wallace / Drew Ryan Scott          | UVERworld & Chris Wallace        | 4:05  |
| 10.       | 「ConneQt」          | TAKUYA∞                                   | UVERworld                                          | UVERworld & 平出悟               | 4:54  |
| 11.       | 「OXYMORON」         | TAKUYA∞                                   | Erik Ron / Drew Ryan Scott / UVERworld             | UVERworld                        | 4:27  |
| 12.       | 「One Last Time」    | TAKUYA∞                                   | Ryosuke "Dr.R" Sakai / Drew Ryan Scott / UVERworld | UVERworld & Ryosuke "Dr.R" Sakai | 3:22  |
| 13.       | 「ROB THE FRONTIER」 | TAKUYA∞                                   | 信人 / TAKUYA∞                                     | UVERworld & 平出悟               | 3:52  |
| 14.       | 「GOOD and EVIL」    | TAKUYA∞                                   | UVERworld                                          | UVERworld & 平出悟               | 3:22  |
| 15.       | 「UNSER」            |                                           | 彰                                                 | UVERworld & 平出悟               | 1:24  |
| 合計時間: | 合計時間:            | 合計時間:                                 | 合計時間:                                          | 合計時間:                        | 57:04 |

| UVERworld生誕祭 2019.06.06 at OKINAWA |                        |      |            |
| #                                     | タイトル               | 作詞 | 作曲・編曲 |
| 1.                                    | 「ナノ・セカンド」     |      |            |
| 2.                                    | 「DECIDED」            |      |            |
| 3.                                    | 「GOOD and EVIL」      |      |            |
| 4.                                    | 「ODD FUTURE」         |      |            |
| 5.                                    | 「PLOT」               |      |            |
| 6.                                    | 「earthy world」       |      |            |
| 7.                                    | 「Q.E.D」              |      |            |
| 8.                                    | 「EMPTY96」            |      |            |
| 9.                                    | 「畢生皐月プロローグ」 |      |            |
| 10.                                   | 「PRAYING RUN」        |      |            |
| 11.                                   | 「ALL ALONE」          |      |            |
| 12.                                   | 「Ø choir」            |      |            |
| 13.                                   | 「心とココロ」         |      |            |
| 14.                                   | 「ConneQt」            |      |            |
| 15.                                   | 「CORE STREAM」        |      |            |
| 16.                                   | 「Touch off」          |      |            |
| 17.                                   | 「Don't Think.Feel」   |      |            |
| 18.                                   | 「零HERE〜SE〜」       |      |            |
| 19.                                   | 「IMPACT」             |      |            |
| 20.                                   | 「EDENへ」             |      |            |
| 21.                                   | 「在るべき形」         |      |            |

## 楽曲解説
Making it Drive
本作のリード曲。11月22日の21時よりTAKUYA∞のInstagramにてミュージックビデオが公開され、翌日には先行配信された。現在、YouTubeに公開されているものも含め3種類のPVが公開されている。
Chris Wallace・Drew Ryan Scottとの共同制作。
AFTER LIFE
12月9日、Love musicへの初出演の際に、テレビ初披露された。
12月13日、ミュージックステーションにて披露された。ミュージックステーションの出演は、「DECIDED」以来およそ2年5ヶ月振りとなった。
Touch off
34thシングル表題曲。フジテレビ系アニメ・「ノイタミナ」枠 『約束のネバーランド』 第1期オープニングテーマ。
境界
TAKUYA∞がヒューマンビートボックスを披露している。
stay on
リリース以降､ ライブでは頻繁に演奏されている。
First Sight
本作中、最後に完成した楽曲。メンバーが午前2時に制作していたとき、急遽TAKUYA∞から「彰にギターソロを入れて欲しい」旨の電話があった。
ODD FUTURE
32ndシングル表題曲。日本テレビ系アニメ 『僕のヒーローアカデミア』 第3期オープニングテーマ。
無意味になる夜
11月27日にTAKUYA∞のInstagramにてミュージックビデオが公開された。
EDENへ
33rdシングル表題曲。テレビ東京系ドラマ 『インベスターZ』 オープニングテーマ。
ConneQt
34thシングル『Touch off』カップリング曲。
OXYMORON
タイトルは「撞着語法」を表す英語。Erik Ron・Drew Ryan Scottとの共同制作。
2022年1月25日、犬童一憲によるMVが制作された。
One Last Time
Ryosuke "Dr.R" Sakai・Drew Ryan Scottとの共同制作。
ROB THE FRONTIER
35thシングル表題曲。テレビ東京系アニメ 『七つの大罪』 第3期オープニングテーマ。
GOOD and EVIL
33rdシングル表題曲。映画『ヴェノム』日本語吹き替え版主題歌。
UNSER
2019年以降のライブにて、新SEとしてオープニングに使用されている。
次のシングルやアルバムを感じさせたいという理由から最後に入れられた。

## 演奏
- B-Bandj：Chorus (#4.15)
- 中西康晴：Piano (#5.6)
- Kellie H：Chorus (#15)

## チャート

### 週間
| チャート（年）                  | 最高 順位 |
| ------------------------------- | --------- |
| Billboard Japan Hot Albums      | 1         |
| Billboard Japan Top Album Sales | 1         |
| Billboard Japan Download Albums | 1         |
| オリコン週間アルバムチャート    | 1         |

| チャート（2019年）              | 順位 |
| ------------------------------- | ---- |
| オリコン年間アルバムチャート    | 81   |
| チャート（2020年）              | 順位 |
| Billboard Japan Hot Albums      | 39   |
| Billboard Japan Download Albums | 28   |